# Cañete (província)
Cañete é uma província do Peru localizada na região de Lima. Sua capital é a cidade de San Vicente de Cañete.
No mês de agosto, na última semana, inaugurase a Semana de Cañete com competições de tábua hawaiana, brigas de galos, quermeces e um festival negro, no qual escolhemse às rainhas do festejo e do ritmo.

## Distritos
- Asia
- Calango
- Cerro Azul
- Chilca
- Coayllo
- Imperial
- Lunahuaná
- Mala
- Nuevo Imperial
- Pacarán
- Quilmaná
- San Antonio
- San Luis
- San Vicente de Cañete
- Santa Cruz de Flores
- Zúñiga